# 三菱Forte
三菱Forte（日语：三菱・フォルテ）是1978年至1986年間由日本三菱汽車開發製造的皮卡貨車。

## 概要
關於小型皮卡貨車，原廠曾在1966年至1971年之間推出三菱Colt Truck。時隔七年之後，原廠流用三菱Galant Σ的車頭設計，加上車斗成為皮卡貨車，主要用於外銷。外銷之車名眾多，計有三菱L200、三菱L200 Express（澳洲）、三菱L200 Power X（泰國）、三菱Mighty Max（美國，1982年至1986年）等。此外基於三菱與克萊斯勒汽車的合作關係，該車款也曾換牌生產成克萊斯勒D50、克萊斯勒L200 Express（前二者皆澳洲）、道奇D50（1979年至1980年）、道奇Ram 50（1981年至1986年）、普利茅斯Arrow Truck（1979年至1982年）等。
此外，韓國起亞汽車有一款緊湊型轎車起亞Forte，與本車款完全無關。至於車名「Forte」，在義大利語中意為「強壯」之意。

## 歷史
1978年 - 9月1日正式上市，除了三菱Galant Σ的車頭整體設計之外，前門、1.6L直列四缸SOHC 4G32型引擎、變速箱等主要元件皆有流用，並以非承載式車身（梯形車架）為底。由於該車款主要針對北美洲市場開發，同年10月起開始外銷。為了因應不同國家地區的消費使用習慣，外銷版使用的動力心臟計有2.0L直列四缸SOHC 4G52型、2.6L直列四缸SOHC 4G54型等，甚至還有2.3L直列四缸SOHC 4D55型渦輪增壓柴油引擎。
1979年 - 彼時三菱與克萊斯勒汽車具有合作關係，於是克萊斯勒汽車從4月起進口換牌的「克萊斯勒D50」至澳洲市場，美規版則稱作「道奇D50」、「普利茅斯Arrow Truck」。同年11月1日於第23屆東京車展公開「Pajero II」概念車，這是以三菱Forte 4WD車之底盤加上FRP車身，卻沒有引擎的模型車。
1980年 - 3月克萊斯勒D50更名為「克萊斯勒L200 Express」。10月日本實施小改款，改成1.6L直列四缸SOHC G32B型引擎搭配後輪驅動，或者2.0L直列四缸SOHC G63B型引擎搭配四輪驅動的設定。
1981年 - 美規版「道奇D50」改稱「道奇Ram 50」。
1982年 - 原廠自本年度開始自行進口至美國市場販售，車名稱為「三菱Mighty Max」，普利茅斯Arrow Truck已不復存在。10月三菱Delica Star Wagon追加4WD車型，這是以三菱Forte的底盤平台和三菱Delica的車身組合而成。由於安裝大輪徑的輪胎，最低地上高度也隨之增高。
1983年 - 道奇Ram 50小改款，改為四個方形頭燈，三菱Mighty Max則是二個，其餘國家地區的進口商可自行選擇二或四個方形頭燈。
1984年 - 12月日本再度實施小改款，頭燈從圓形改成方形。
1986年 - 日本國內市場停產，後繼車款為三菱Strada。

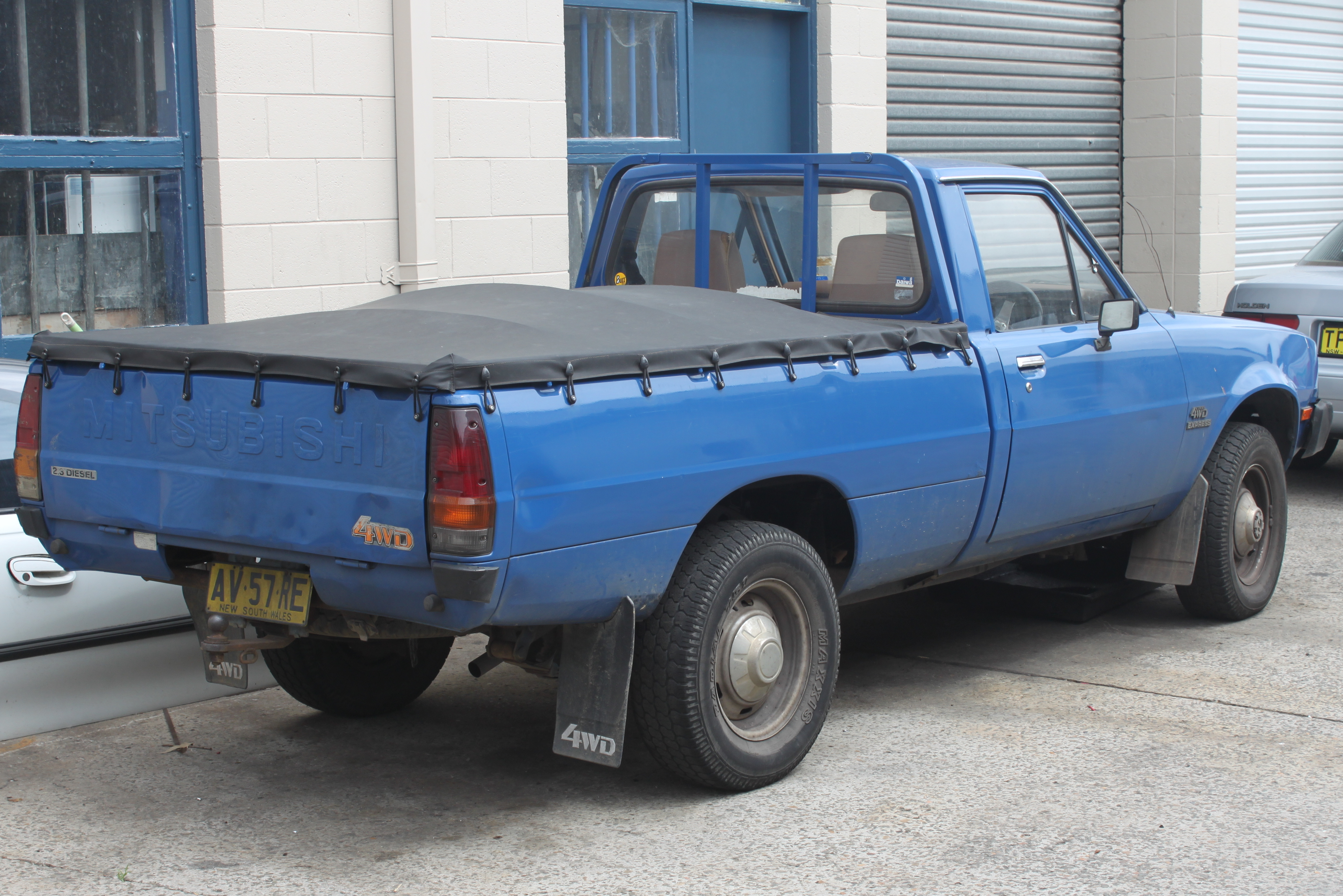
三菱L200 Express車尾，攝於澳洲
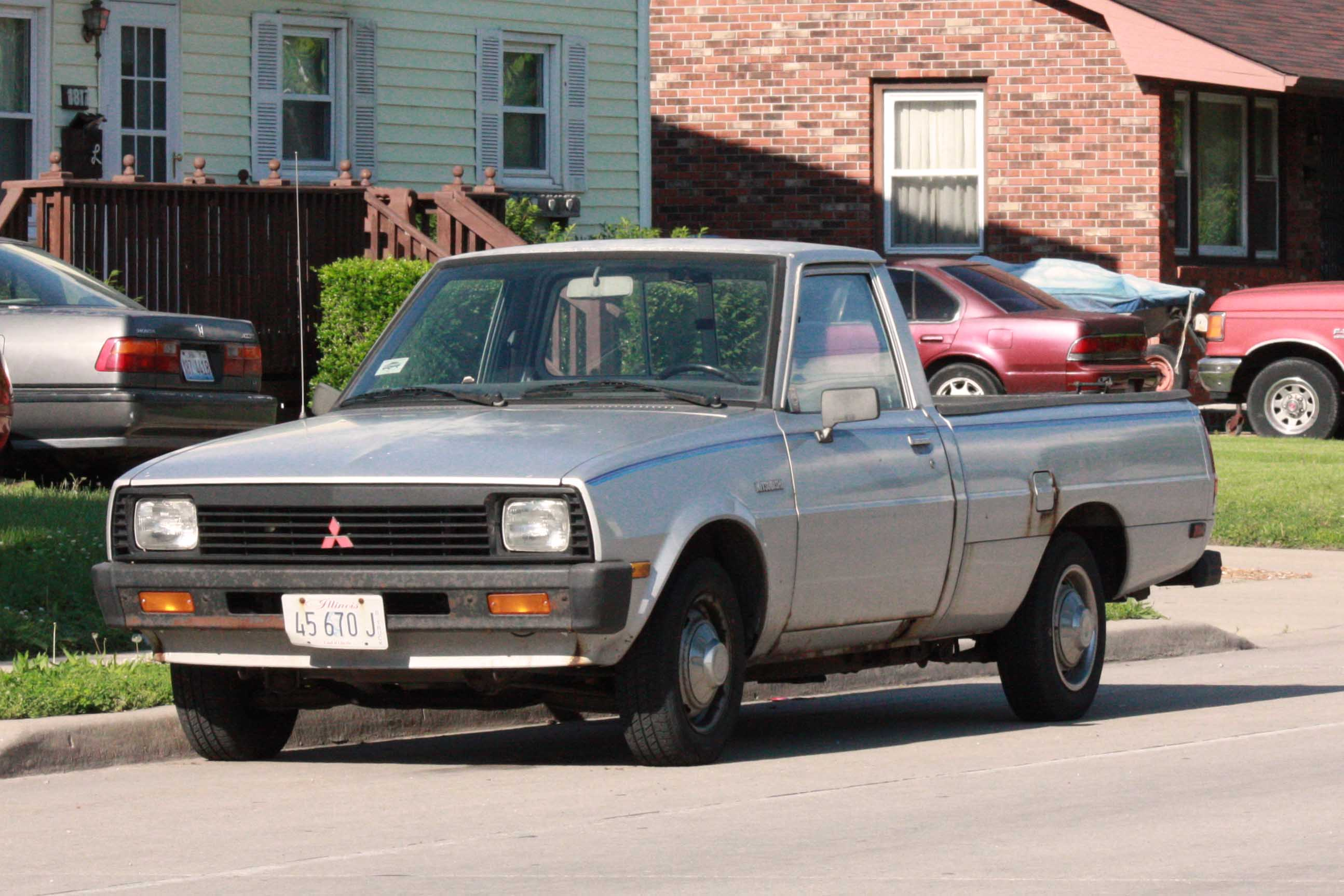
三菱Mighty Max車頭
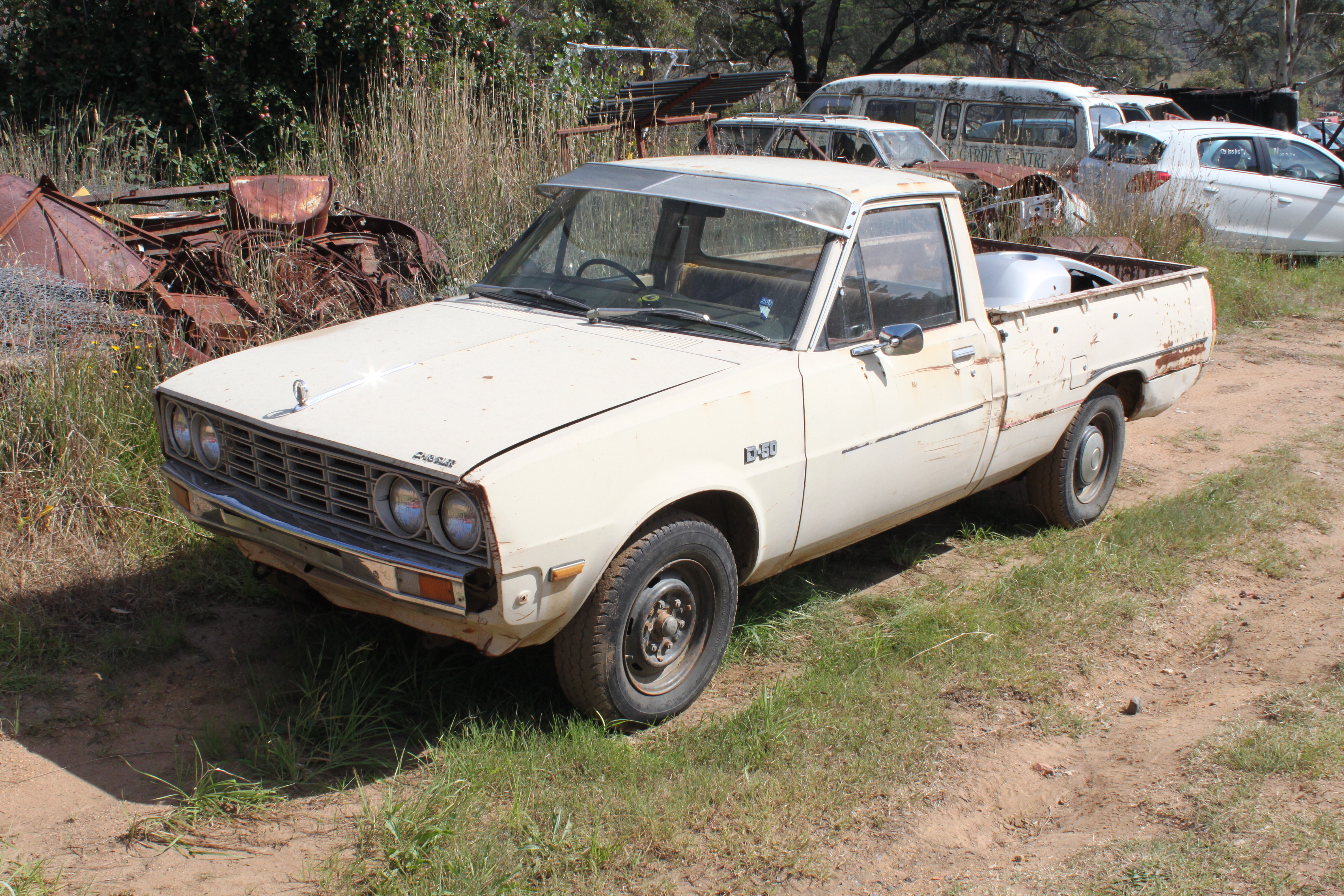
克萊斯勒D50車頭

## 外部連結
- （日語）40周年を迎えた三菱ピックアップトラック、初代「フォルテ」からの歴史を振り返る （页面存档备份，存于）
- （日語）【三菱 フォルテ4WD】 パジェロの元祖 （页面存档备份，存于）